# Emil Hirschfeld
Emil Hirschfeld (Alemania, 31 de julio de 1903-23 de febrero de 1968) fue un atleta alemán, especialista en la prueba de lanzamiento de peso en la que llegó a ser medallista de bronce olímpico en 1928.

## Carrera deportiva
En los JJ. OO. de Ámsterdam 1928 ganó la medalla de bronce en el lanzamiento de peso, llegando hasta los 15.72 metros, quedando en el podio tras los estadounidenses John Kuck que con 15.87 metros batió el récord del mundo, y Herman Brix (plata con 15.75 metros).